# Шестака Іван Софронович
Іва́н Софро́нович Шестака́ (7 травня 1937, с. Тернівка, Кіровоградська область — 4 серпня 1994, Одеса) — український астроном, фахівець з фізики метеорів та малих тіл Сонячної системи. Доктор фізико-математичних наук.

## Біографія
Народився 7 травня 1937 року в селі Тернівка Тишківського району (нині Новоархангельський район) Кіровоградської області. У 1959 році закінчив фізико-математичний факультет Одеського державного університету імені І. І. Мечникова.
Після закінчення університету чотири роки працював учителем фізики та математики в школах міста Торез Донецької області. Під час однієї зі шкільних екскурсій внаслідок нещасного випадку втратив одне око.
У 1963 році був запрошений на роботу до метеорного відділу Одеської астрономічної обсерваторії і розпочав свою наукову кар'єру як молодший науковий співробітник. Працював на Астрономічній станції в селі Маяки, де проводив спостереження на метеорному патрулі.
У 1972 році в Головній астрономічній обсерваторії АН УРСР захистив кандидатську дисертацію на тему «Дослідження атмосферних траєкторій метеорів за даними фотографічних спостережень». У 1974 році разом із родиною переїхав до Одеси.
26 листопада 1993 року в Головній астрономічній обсерваторії НАН України захистив докторську дисертацію «Походження, еволюція і генетичні зв'язки малих тіл Сонячної системи та їх комплексів».
З 1992 року і до кінця життя обіймав посаду завідувача сектору з дослідження метеорів і комет Одеської обсерваторії, змінивши на цій посаді свого вчителя Є. М. Крамера.
Помер 4 серпня 1994 року в Одесі.

## Наукова діяльність
Основні наукові інтереси Івана Шестаки були пов'язані з вивченням метеорів, динаміки метеорної речовини, метеорних потоків та кометно-метеорних комплексів, а також їхнього зв'язку з астероїдами.
Він є співавтором циклу великих наукових робіт, виконаних під керівництвом Є. М. Крамера, зокрема колективної монографії «Метеорна матерія в атмосфері Землі й білясонячному космічному просторі» (1983), в якій детально викладено всі аспекти метеорного явища.
Разом з Є. М. Крамером у 1980-х роках досліджував вплив випадкових початкових умов на результати чисельного інтегрування рівнянь збуреного руху, показавши обмеженість методу для реконструкції точної структури метеорних роїв у минулому.
Іван Шестака опублікував близько ста наукових робіт. У 1988 році був обраний членом Міжнародного астрономічного союзу. Брав участь у розробці національної програми СРСР у рамках міжнародного проєкту «ГЛОБМЕТ».

## Педагогічна та просвітницька діяльність
Понад двадцять років Іван Шестака вів педагогічну роботу в Одеському університеті, читаючи спеціальні курси з метеорної астрономії, геофізики, фізики навколоземного простору та фізики Сонячної системи.
Був активним популяризатором астрономічних знань, читав численні науково-популярні лекції. Разом з Є. М. Крамером підготував навчальний посібник «Фотографічні методи метеорної астрономії» (1989). Також у співавторстві з колишнім аспірантом М. Токтогуловим видав «Курс астрономії» киргизькою мовою та дві популярні брошури про природу метеорів і комет.
Іван Шестака був одним з ініціаторів створення Очаківського ліцею при Одеському державному університеті. Він доклав значних зусиль для розробки навчальних програм та залучення кваліфікованих викладачів. У 1994 році на базі ліцейних класів був відкритий ліцей, якому згодом було присвоєно ім'я Івана Софроновича Шестаки.

## Основні праці
- Крамер Є. Н., Шестака І. С. Метеорна матерія в атмосфері Землі й білясонячному космічному просторі. — М.: Наука, 1983. — 184 с.
- Крамер Є. Н., Шестака І. С. Еволюція зв'язки орбіт в метеорному рої Гемінід // Кінематика і фізика небесних тіл. — 1985. — Т. 1, №4. — С. 73-77.
- Крамер Є. Н., Шестака І. С. Вік, походження та еволюція метеорного роя Гемінід // Кінематика і фізика небесних тіл. — 1986. — Т. 2, №4. — С. 81-86.
- Крамер Є. Н., Шестака І. С. Фотографічні методи метеорної астрономії: навчальний посібник. — 1989.